# 烏克蘭婦幼保健醫院

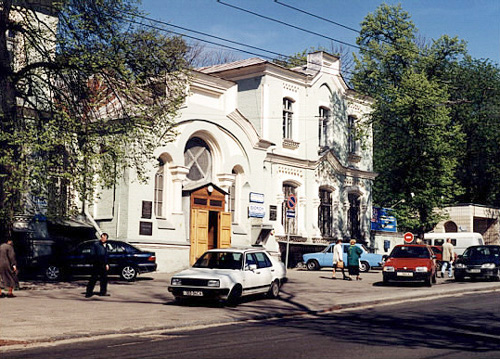

乌克兰妇幼保健医院，通常簡稱為“奧赫馬迪特”（烏克蘭語：Охматдит，為“охорона материнства та дитинства”（譯：保护母亲和儿童）的缩写），是乌克兰首都基輔的多学科诊断和治疗机构，为乌克兰儿童提供专业化、高质量的医疗服务，為乌克兰最大儿童医院。

## 服務
每年有多达18,000名儿童在该医院的720张床位上接受治疗，另约有20,000名儿童在该医院的緊急创伤中心接受护理。该医院每年进行约7,000例手术。这些部门执行除心脏外科手术以外的所有类型的外科手术。

## 历史
国家儿童专科医院的历史始于1894年，当时在著名商人和慈善家米科拉·特雷先科的资助下，在基辅开设了一家名爲沙皇尼古拉二世劳工和穷人免費医院（Київську безоплатну Цесаревича Миколая лікарню）的免費公共設施。

### 俄烏戰爭

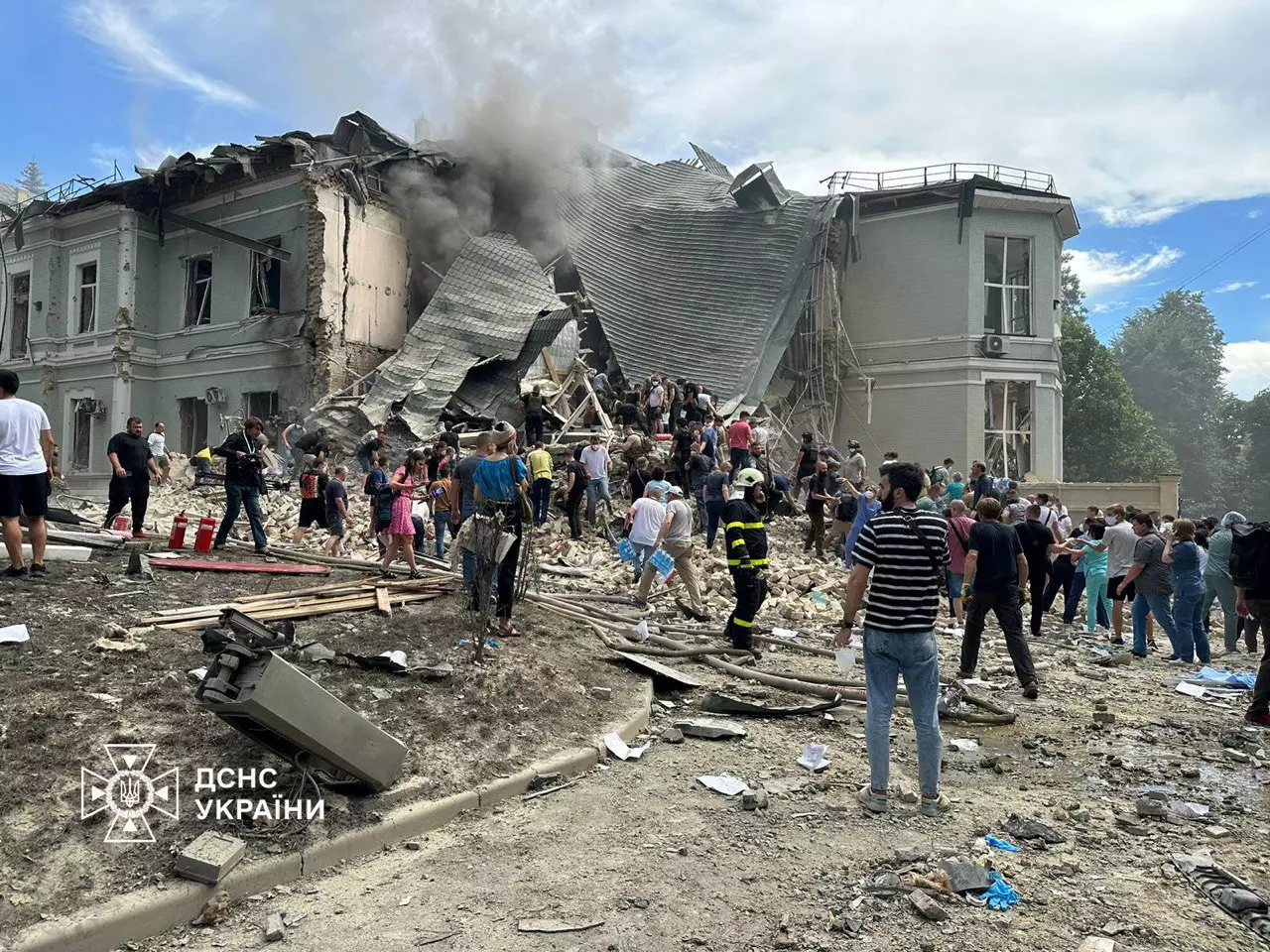
奧赫馬迪特醫院在導彈襲擊中遭重創

2024年7月8日，俄羅斯對烏克蘭發動大規模導彈襲擊，其中一枚導彈擊中該醫院，醫院手術室在進行手術時被摧毀，超過60%的設施被毀，並引發火災。7月27日，乌克兰总统弗拉基米尔·泽连斯基和第一夫人歐倫娜·澤倫斯卡参观医院，并与在此接受治疗的孩子们交谈。